# Meridiano 6 oeste
El meridiano 6 oeste de Greenwich es una línea de longitud que se extiende desde el Polo Norte atravesando el Océano Ártico, el Océano Atlántico, Europa, África, el Océano Antártico y la Antártida hasta el Polo Sur.
El meridiano 6 oeste forma un gran círculo con el meridiano 174 este.
Comenzando en el Polo Norte y dirigiéndose hacia el Polo Sur, este meridiano atraviesa:
| Coordenadas                     | País, territorio o mar | Notas |
| ------------------------------- | ---------------------- | --- |
| 90°0′N 6°0′O / 90.000, -6.000   | Océano Ártico          | Mar de Noruega Mar de Groenlandia |
| 81°58′N 6°0′O / 81.967, -6.000  | Océano Atlántico       | Pasa justo al este de Fugloy y Svínoy, Islas Feroe Pasa entre Sula Sgeir y North Rona, Escocia, Reino Unido                                                             |
| 58°32′N 6°0′O / 58.533, -6.000  | El Minch               | Pasa justo al este de la Isla de Lewis, Escocia, Reino Unido |
| 57°33′N 6°0′O / 57.550, -6.000  | Reino Unido            | Escocia - islas de South Rona, Raasay, Scalpay y Skye |
| 57°1′N 6°0′O / 57.017, -6.000   | Océano Atlántico       | Mar de las Hébridas |
| 56°46′N 6°0′O / 56.767, -6.000  | Reino Unido            | Escocia - penínsulas de Ardnamurchan y Morvern, y la Isla de Mull |
| 56°19′N 6°0′O / 56.317, -6.000  | Océano Atlántico       | Firth of Lorn |
| 55°59′N 6°0′O / 55.983, -6.000  | Reino Unido            | Escocia - isla de Jura |
| 55°48′N 6°0′O / 55.800, -6.000  | Océano Atlántico       | Sound of Jura - pasa justo al este de la isla de Islay, Escocia, Reino Unido Canal del Norte - pasa justo al este de la Isla de Rathlin, Irlanda del Norte, Reino Unido |
| 55°3′N 6°0′O / 55.050, -6.000   | Reino Unido            | Irlanda del Norte - pasa justo al oeste de Belfast |
| 54°3′N 6°0′O / 54.050, -6.000   | Mar de Irlanda         | Pasa justo al este de la Isla de Lambay, Howth (carca de Dublín) y Wicklow Head, Irlanda                                                                                |
| 51°56′N 6°0′O / 51.933, -6.000  | Océano Atlántico       | Mar Celta - pasa entre las Islas Sorlingas y Cornualles, Inglaterra, Reino Unido a través de una zona sin nombre del océano a través del Golfo de Vizcaya               |
| 43°35′N 6°0′O / 43.583, -6.000  | España                 | Pasa justo al oeste de Avilés Pasa justo al este de Astorga Atraviesa Ledesma Atraviesa Sevilla                                                                         |
| 36°11′N 6°0′O / 36.183, -6.000  | Océano Atlántico       | |
| 35°34′N 6°0′O / 35.567, -6.000  | Marruecos              | |
| 29°45′N 6°0′O / 29.750, -6.000  | Argelia                | |
| 25°44′N 6°0′O / 25.733, -6.000  | Mauritania             | |
| 25°0′N 6°0′O / 25.000, -6.000   | Mali                   | |
| 20°5′N 6°0′O / 20.083, -6.000   | Mauritania             | |
| 15°30′N 6°0′O / 15.500, -6.000  | Mali                   | |
| 10°13′N 6°0′O / 10.217, -6.000  | Costa de Marfil        | |
| 4°58′N 6°0′O / 4.967, -6.000    | Océano Atlántico       | Pasa justo al oeste de la isla de Santa Elena, Ascensión y Tristán de Acuña                                                                                             |
| 60°0′S 6°0′O / -60.000, -6.000  | Océano Antártico       | |
| 70°24′S 6°0′O / -70.400, -6.000 | Antártida              | Tierra de la Reina Maud, reclamado por Noruega |